# Список умерших в 527 году

## Август
- 1 августа — Юстин I, византийский император (518—527).

## Дата смерти неизвестна или требует уточнения
- Гао Цяньчжи[англ.] — китайский учёный и писатель
- Дуб Гилках — король Мунстера (ок. 525—527).
- Илланн мак Дунлайнге — король Лейнстера (495—527).
- Ичадон[кор.] — корейский монах и советник короля Силлы Попхына, способствовавший установлению буддизма в Силле ценой своей жизни; казнён.
- Лев[фр.] — епископ Тура (526—527).
- Ли Даоюань — китайский географ времен империи Северная Вэй.
- Прокл[фр.] — высокопоставленный византийский сановник, квестор священного дворца, Главный советник императора Юстина I.
- Тимострато[порт.] — византийский военачальник.